# Куманин, Игорь Борисович
Игорь Борисович Куманин (19 апреля 1909 года, Москва, — 1983 год, Москва) — советский учёный-металлург, один из основоположников науки о формовочных материалах, доктор технических наук, профессор кафедры литейного производства МИСиС.

## Биография
Игорь Борисович Куманин родился 19 апреля 1909 г. в Москве. В 1931 он окончил МВТУ им. Н. Э. Баумана, получив квалификацию инженера-механика, затем работал научным сотрудником в Гинцветмете (1931-32 гг.), старшим инженером и начальником цеха завода № 219 Министерства авиационной промышленности (1932-37 гг.), начальником сектора и главным инженером центральной научно-исследовательской лаборатории, главным инженером треста Министерства минометного вооружения (1937-48 гг.).
В 1949 г. И. Б. Куманин защитил кандидатскую диссертацию и перешел на работу в Московский институт стали им. И. В. Сталина, где последовательно работал доцентом, профессором, заведующим кафедрой (1962-72 гг.) и профессором-консультантом (1972-83 гг.). В 1965 г. защитил докторскую диссертацию.

## Научная и образовательная деятельность
И. Б. Куманин — известный ученый в области теории литейных процессов, первый советский исследователь формовочных материалов и их теплофизических свойств — в 1949 г. в издательстве «Оборонгиз» вышла книга «Связующие материалы для стержней» (авторы А. М. Лясс и И. Б. Куманин). Под его руководством были проведены исследования формирования свойств отливок из различных сплавов в условиях переменной скорости теплоотвода (Б. Л. Богданов, В. И. Самсонов), возникновения и развития химической неоднородности кристаллизующегося расплава (Л. Г. Матвиенко), образования газовых дефектов (Б. Н. Благов, Л. Я. Козлов), горячих трещин в стальных отливках (А. И. Батышев, В. М. Робустов), усадочных раковин и пор. Результаты внедрены на ряде заводов, использованы в лабораторном практикуме по технологии литейного производства и учебнике «Литейное производство» (1986 г.), который в 1987 г. переведен на английский язык.
И. Б. Куманин — автор и соавтор 1 монографии, 2-х учебных пособий, 1 учебника, 14 авторских свидетельств СССР на изобретения и многочисленных статей, в том числе — учебного пособия «Вопросы теории литейных процессов» («Машиностроение», 1976 г.), которым до настоящего времени пользуются студенты и аспиранты.
Под научным руководством И. Б. Куманина 40 аспирантов и соискателей защитили кандидатские диссертации. Член редколлегии журнала «Известия вузов. Черная металлургия», член-учредитель Всесоюзного научно-технического общества литейщиков (ВНИИТОЛ), член бюро Литейной секции Центрального правления ВНИТОМашпром, председатель комитета «Литейные формы».